# Hip Hop com Dendê
Pour plus de détails, voir Fiche technique et Distribution.
Hip Hop com Dendê est un film documentaire brésilien réalisé par Fabíola Aquino et Lílian Machado, sorti en 2005.

## Synopsis
Reflet d’un mouvement qui a déjà acquis des millions d’adeptes dans le monde, le hip-hop est arrivé à Bahia et a conquis une grande partie de la jeunesse de ses banlieues qui mêle les éléments typiques de ce mouvement - graffiti, break dance, rap, DJ, MC – et son idéologie – avec les expressions artistiques locales. Ils découvrent ainsi des manières alternatives de s’exprimer et de communiquer, à travers les radios et les journaux locaux, Internet, et surtout le bouche à oreille.

## Fiche technique
- Réalisation : Fabíola Aquino, Lílian Machado
- Production : Berimbau Filmes - Fabíola Aquino
- Scénario : Fabíola Aquino e Lílian Machado
- Son : Juliana Bacelar e Fabíola Aquino
- Musique : Afrogueto
- Montage : Juliana Bacelar, Renato Gaiarsa

## Récompenses
- III Mostra Curtas, (X Mostra PUC-RIO)